# NGC 659
NGC 659 est un amas ouvert situé dans la constellation de Cassiopée. 
Il a été découvert par l'astronome allemande Caroline Herschel avant 1787. William Herschel a observé cet amas le 3 novembre 1787  Selon la classification des amas ouverts, NGC 659 renferme moins d'une cinquantaine d'étoiles (la lettre p) dont les magnitudes sont uniforme (le chiffre 1). La concentration d'étoiles est moyennement faible (III).

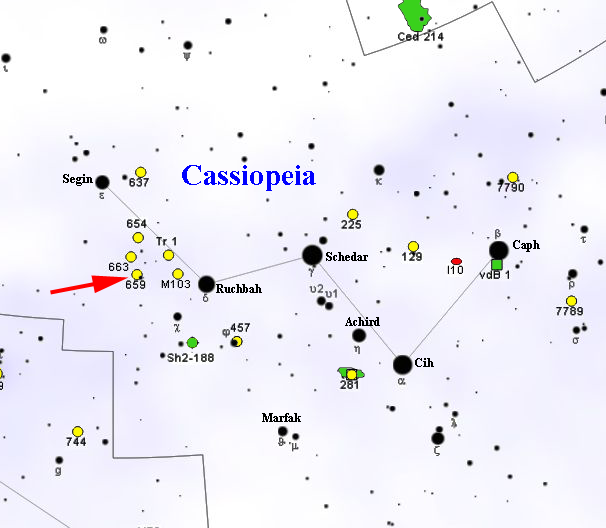
Position de NGC 659 au sein de la constellation de Cassiopée.